# Аксиоматика Тарского (вещественные числа)
Аксиоматика вещественных чисел Тарского — вариант системы оснований арифметики вещественных чисел, предложенный Альфредом Тарским в 1936 году.

## Особенности
Данную аксиоматику Тарского можно рассматривать как версию более обычного определения множества вещественных чисел как единственного упорядоченного поля, полного в смысле Дедекинда (см. также Least-upper-bound property).
Подход Тарского, в отличие от более распространённых аналогов (см. статью Вещественные числа), содержит всего 9 аксиом, связывающих четыре примитивных понятия.
Следует отметить,что аксиоматика Тарского использует логику не первого, а второго порядка, что также выделяет её среди аналогов. Краткость аксиоматики достигнута благодаря использованию неортодоксальных вариантов стандартных алгебраических аксиом и других тонких приёмов (см., например, аксиомы 5 и 6, которые объединяют обычные четыре аксиомы абелевых групп). Кроме того, компактность перечня аксиом вызывает необходимость утомительного доказательства длинного списка теорем, которые «доводят» теорию до практически пригодного уровня.

## Аксиоматика
В аксиоматике Тарского используются четыре примитивных (неопределяемых) понятия.
1. Множество чисел, обозначенное R.
2. Бинарное отношение полного порядка элементов R, обозначенное инфиксным символом < .
3. Бинарная операция сложения над R, обозначаемая инфиксным символом +.
4. Константа 1.

Эти понятия связаны следующими девятью аксиомами.
Аксиомы порядка для R
1. (линейность): если x ≠ y, то либо  x < y, либо y < x.
2. (асимметричность): если x < y, то неверно y < x.
3. (закон плотности порядка): если x < z, то существует y такое, что x < y и y < z.
4. (аксиома непрерывности Дедекинда): для любых подмножеств X, Y ⊆ R, если x < y для любых x ∈ X и y ∈ Y, то существует элемент z такой, что для всяких x ∈ X и y ∈ Y выполняется свойство: если z ≠ x и z ≠ y, то x < z и z < y.

Последняя аксиома наглядно означает, что если все элементы множества X расположены на числовой оси левее, чем все элементы множества Y, то существует хотя бы одно вещественное число между этими множествами. Именно эта аксиома, содержащая два квантора по подмножествам, заставляет отнести аксиоматику Тарского не к первому, а ко второму порядку логики. Использование аксиомы непрерывности позволяет (после определения умножения) ввести сначала рациональные числа, а затем — произвольные вещественные как дедекиндовы сечения.
Аксиомы сложения
1. x + (y + z) = (x + z) + y.
2. (возможность вычитания): для любых x, y существует такое z, что x + z = y. Одно из следствий этой аксиомы — существование нуля как решения уравнения 1 + x = 1.
3. если x + y < z + w, то x < z или y < w.

Аксиомы для единицы
1. (существование): 1 ∈ R.
2. 1 < 1  + 1.

Тарский доказал, что все аксиомы, кроме первой, независимы (первая может быть выведена из прочих). Из аксиом можно вывести, что R представляет собой линейно упорядоченную абелеву делимую группу относительно сложения с положительным выделенным элементом 1. Существование умножения, деления и обычные их свойства также доказываются. R при этом полно в смысле Дедекинда.

### Замечание
Первая аксиома (линейность порядка) следует из остальных аксиом.